# Pępowniczka torfowcowa
Pępowniczka torfowcowa (Xeromphalina cornui (Quél.) J. Favre) – gatunek grzybów z rodziny grzybówkowatych (Mycenaceae).

## Systematyka i nazewnictwo
Pozycja w klasyfikacji według Index Fungorum: Xeromphalina, Mycenaceae, Agaricales, Agaricomycetidae, Agaricomycetes, Agaricomycotina, Basidiomycota, Fungi.
Po raz pierwszy opisał go w 1878 r. Lucien Quélet, nadając mu nazwę Omphalia cornui. W 1934 r. Jules Favre przeniósł go do rodzaju Xeromphalina. Synonimy:
- Omphalia cornui Quél. 1878
- Omphalina cornui (Quél.) Quél. 1886

Polską nazwę zaproponował Władysław Wojewoda w 2003 r.

## Morfologia
Kapelusz
Średnica 5–15 mm, kształt wypukły lub półkulisty, na środku wklęsły. Powierzchnia ziarenkowata,u młodych okazów czerwonobrązowa, przy brzegu złocistoróżowa, u starszych okazów jednolicie ubarwiona.
Blaszki
O średniej gęstości, żółtawe, anastomozujące.
.
Trzon
Wysokość 15–60 mm, grubość do 1 mm. Powierzchnia czerwonobrązowa, rogowaty, przy podstawie z ochrowymi włoskami.
Miąższ
Cienki, bez wyraźnego zapachu.
Wysyp zarodników
Biały.
Cechy mikroskopowe
Zarodniki 5,5–7,5(–8) x 2,5–4 μm, elipsoidalne do migdałkowatych.

## Występowanie i siedlisko
Występuje w Ameryce Północnej, Europie i Azji. W Polsce W. Wojewoda w 2003 r. przytoczył 5 stanowisk, w późniejszych latach podano wiele następnych, a najbardziej aktualne podaje internetowy atlas grzybów. Znajduje się w nim na liście gatunków zagrożonych i wartych objęcia ochroną.
Naziemny grzyb saprotroficzny występujący w lasach iglastych wśród mchu, igliwia i szyszek sosnowych. Owocniki zwykle od czerwca do października.